# Cyclops purpureus
Cyclops purpureus – gatunek widłonoga z rodziny Cyclopidae. Opisał go w 1843 roku niemiecko-chilijski botanik i zoolog Rodolfo Amando Philippi, nadając mu nazwę Nauplius purpureus.